# Henvic
Henvic (bret. Henvig) – miejscowość i gmina we Francji, w regionie Bretania, w departamencie Finistère.
Według danych na rok 1990 gminę zamieszkiwało 1265 osób, a gęstość zaludnienia wynosiła 127 osób/km² (wśród 1269 gmin Bretanii Henvic plasuje się na 486. miejscu pod względem liczby ludności, natomiast pod względem powierzchni na miejscu 834.).
Urodził tu się arcybiskup Rouen André Pailler.